# SpaceX DM-1
SpaceX DM-1, понякога също и SpX-DM1 (SpaceX Demonstration Mission 1), е първият орбитален тест на Дракон 2. Първият космически полет е безекипажна мисия. Изстрелян е на 2 март 2019 г. и се скачва с Международната космическа станция на 3 март, малко над 24 часа след излитането.

## Мисия
Космическият кораб тества подхода и автоматизираната докинг процедура с Международната космическа станция (МКС), остава закрепен за пет дни, след което провежда пълно повторно влизане в атмосферата, приводняване и възстановяване, предоставяйки необходимите данни, с които да се транспортират хора на МКС. Системите за поддържане на живот ще бъдат наблюдавани през цялото време. Същата капсула ще бъде използвана по-късно.
Изстрелян е на ракета на SpaceX Falcon 9 договорен с програмата за търговски екипажи на НАСА. Първоначалните планове се надяват да видят полетите на CCDev2 още през 2015 г. В крайна сметка, DM1 в крайна сметка е обявен за не по-рано от декември 2016 г. и след това се забавя няколко пъти през 2017 г. Първата точна дата е публикувана от НАСА през ноември 2018 г. е 17 януари 2019 г., но това се отлага за февруари.
Малко след полунощ на 2 март корабът най-накрая е пуснат в орбита.

## Галерия
- Капсулата Дракон 2 на LC-39A
- Капсулата Дракон 2, монтирана на борда на Falcon 9, на стартовата площадка